# Uta encantadae
Espèce
Statut de conservation UICN

 VU D2 : Vulnérable
Uta encantadae est une espèce de sauriens de la famille des Phrynosomatidae.

## Répartition
Cette espèce est endémique de l'île Encantada en Basse-Californie du Sud au Mexique.

## Étymologie
Son nom d'espèce, encantadae, lui a été donné en référence à sa localité type située dans l'île Encantada.

## Publication originale
- Grismer, 1994 : Three new species of intertidal side-blotched lizards (genus Uta) from the Gulf of California, Mexico. Herpetologica, vol. 50, no 4, p. 451-474.